# Znělá bilabiální nazála
Bilabiální nazála je souhláska, která se vyskytuje v mnoha jazycích. V mezinárodní fonetické abecedě se označuje symbolem m, číselné označení IPA je 114, ekvivalentním symbolem v SAMPA je m.

## Charakteristika
- Způsob artikulace: ražená souhláska (ploziva). Vytváří se pomocí uzávěry (okluze), která brání proudění vzduchu a je na posléze uvolněna, čímž vzniká zvukový dojem - od toho též označení závěrová souhláska (okluziva).
- Místo artikulace: obouretná souhláska (bilabiála). Uzávěra se vytváří mezi oběma rty.
- Znělost: Znělá souhláska – při artikulaci hlasivky vibrují.
- Nosová souhláska (nazála) – vzduch prochází při artikulaci před uvolněním uzávěry nosní dutinou.
- Středová souhláska – vzduch proudí převážně přes střed jazyka spíše než přes jeho boky (po uvolnění uzávěry).
- Pulmonická egresivní souhláska – vzduch je při artikulaci vytlačován z plic.

Tato hláska patří mezi sonory, tj. má kromě šumové a i tónovou charakteristiku. V některých jazycích může plnit funkci slabičného jádra – slabikotvorné m [m̩].
Před retozubnými souhláskami [f] a [v] se obvykle posouvá místo artikulace a hláska se vyslovuje též jako retozubná [ɱ]. Tato obměna není v žádném z jazyků popsána jako samostatný foném, ale považuje se za alofonní k /m/.

## V češtině
V češtině se tato hláska zaznamenává písmenem M, m.
Výjimečně se stává slabikotvornou souhláskou – ve slovech sedm, osm.
Před /f/ a /v/ se obvykle vyslovuje retozubně, např. ve slově tramvaj.